# Scranton, Pennsylvania
Scranton là một thành phố thuộc quận Lackawanna, tiểu bang Pennsylvania, Hoa Kỳ. Năm 2010, dân số của xã này là 76089 người.